# Birger Jarl
Pour les articles homonymes, voir Birger.
Birger Jarl  (né en 1210 et mort le 21 octobre 1266), de son nom complet Birger Magnusson de Bjälbo, était un homme d'État suédois qui a fondé la ville de Stockholm. Il appartient à la famille des Folkungar.

## Origine
Birger Magnusson est le fils du magnat Magnus Minnisköld et de Ingrid Ylva, possible fille de Sune Sik, lui-même fils putatif du roi Sverker Ier de Suède.

## Biographie
Birger épouse vers 1235 Ingeborg de Suède, fille d'Eric X et sœur du roi Éric le Bègue, et sauve la ville de Lübeck assiégée par les Danois (1236). Birger  mène une campagne victorieuse au Tavastland en 1238-1239 et il organise en 1240 une expédition militaire contre Novgorod, au cours de laquelle il est vaincu par Alexandre Nevski sur les bords de la Neva. Après la mort de son cousin le Jarl Ulf Karlsson Fasi, il est élevé en 1248 au rang de jarl par le roi Erik XI.
En 1249, il mène une expédition jusqu'en Finlande, posant les bases de l'empire suédois. Il soumet le pays dont les pirateries désolaient la Suède, et y conforte le christianisme. À la mort du roi en 1250, sous l'influence du conseil mené par le puissant aristocrate Joar Blå, son fils Valdemar est élu roi à son détriment. Birger, qui est hostile au choix d'un enfant comme roi, doit se soumettre et devient alors régent pendant seize ans. Il se heurte alors à ses parents, les membres de la famille les Folkungar, dont il fait décapiter un grand nombre par ruse fin 1251 entre Västeras et Enköping alors que chancelier du roi, l'évêque Kol de Strängnäs leur avait promis la paix. Le Junker Karl Ulfson, le chef de leur parti, doit s'exiler et il meurt en 1261 dans une croisade contre les païens aux côtés de Chevaliers teutoniques. En 1260, il négocie l'union de son fils le roi avec une fille du roi de Danemark.
En juin 1252, Birger « fonde » la ville de Stockholm autour d'une tour et d'un grand bâtiment de briques préexistants pour empêcher les incursions des pirates dans le lac Mälaren et il contribue ainsi au développement de la cité en signant des accords commerciaux avec la ville de Lübeck. Il meurt le 21 octobre 1266 à Jälbolung, sans doute un de ses domaines du Västergötland, et il est inhumé dans l'église de l'abbaye de Varnhem où l'on voit encore son tombeau aux côtés de sa seconde épouse Metchtilde de Holstein.

## Unions et postérité
De son  union vers 1235 avec  Ingeborg de Suède, décédée en 1254 :
- Valdemar Ier de Suède ;
- Magnus III de Suède ;
- Erik Birgersson († 1275), duc en 1275 ;
- Bengt Birgersson (vers 1254 † 1291), duc de Finlande en 1284 puis évêque de Linköping en 1286 ;
- Rikissa Birgersdotter († 1288), qui épouse en 1251 Håkon le Jeune, roi associé de Norvège, puis en 1262 Henri Ier de Mecklembourg-Werle-Güstrow ;
- Catherine, qui épouse Siegfried Ier d'Anhalt-Zerbst ;
- Kristina.

Après la mort de son épouse, il se remarie en 1261 avec Mathilde de Holstein (morte en 1288), fille du comte Adolphe IV de Holstein et veuve du roi Abel de Danemark.